# Дейвісит
Дейвісит — надзвичайно рідкісний мінерал-іносилікат з групи піроксенів з ідеалізованим хімічним складом CaScAlSiO6.
Дейвісит кристалізується з моноклінною симетрією і утворює безбарвні кристали розміром у кілька мкм.
На сьогодні дейвісит виявлено лише в кількох метеоритах. Це один з перших мінералів, який кристалізувався під час формування Сонячної системи з досонячної туманності і був знайдений у кальцієво-алюмінієвих включеннях (CAI) деяких метеоритів. Типовою місцевістю є місце падіння та сам метеорит Альєнде, в якому дейвісит зустрічається разом з перовскітом та шпінеллю.

## Етимологія та історія
Перші скандієві піроксени були синтезовані та описані 1978 року Харуо Охаші з «Національного інституту досліджень неорганічних матеріалів» (NIRIM) в місті Сакура (Тіба), Японія.
Перший опис природного багатого на скандій піроксену представив Ендрю М. Дейвіс з Чиказького університету. У 1984 році він описав незвичайне включення із багатого на скандій і цирконій піроксену, багатого на ітрій перовськіту, шпінелі та гібоніту у хондритах типу Ornans C3.
У наступні роки було виявлено вкрай мало інших багатих на скандій піроксенів, наприклад 1996 року в Мерчисонському метеориті, 2002 року в CAI Єфремівського метеорита або 2003 року в CAI в Нінцянських вуглецевих хондритах.
Через 25 років після першого опису природного скандієвого піроксену в 2009 році Міжнародна мінералогічна асоціація (ІМА) визнала дейвісит окремим мінералом. Чі Ма і Джордж Р. Россман з Каліфорнійського технологічного інституту описали дейвісит з CAI метеорита Альєнде і назвали новий мінерал на честь Ендрю М. Дейвіса, професора космохімії в Чиказькому університеті, який винайшов перший кальцій-скандієвий піроксен у Ornans-хондритах.
Дейвісит — один із близько 14 відомих мінералів скандію, а з джервіситом — другий із групи піроксенів.

## Класифікація
За класифікацією Міжнародної мінералогічної асоціації (IMA) дейвісит належить разом з авгітом, бурнеттітом, діопсидом, ессенеїтом, петедуннітом, гроссманітом, геденбергітом, йогансенітом, кушироїтом і тіссінтитом до кальцієвих піроксенів в групі піроксену.
Дев'ята, чинна з 2001 року, і яка до цього часу використовувалась IMA редакція класифікації мінералів Нікеля-Штрунца, дейвісит не містить. Його можна було б віднести до класу «силікати та германати», а там — до розділу «ланцюгові та стрічкові силікати (іносиликати)». Цей розділ додатково підрозділяється за типом формування ланцюга, так що мінерал класифікується відповідно до його структури в підрозділі «Ланцюгові та стрічкові силікати з 2-періодичними одинарними ланцюгами Si2O6; сімейство піроксенів», де разом з авгітом, діопсидом, ессенеїтом, петедуннітом, геденбергітом та йогансенітом потрапляє до групи «Са-клінопіроксену, діопсиду» з систематичним позначенням 9.DA.15.
Систематика мінералів за Даною, яка переважно використовується в англомовному світі, включає дейвісит до класу «силікати та германати», а там до розділу «ланцюжкових силікатів». Там він знаходиться разом з діопсидом, геденбергітом, авгітом, йохансенітом, петедуннітом та кушироїтом в групі «C2/c клінопіроксену (Ca-клінопіроксену)» із систематичним позначенням 65.01.03.7 в рамках підрозділу «Ланцюжкові силікати: прості нерозгалужені ланцюги, W=1 з ланцюгами P=2».

## Кристалічна структура
Дейвісит кристалізується з моноклінною симетрією в просторовій групі C2/c (№ 15) з 4 формульними одиницями на елементарну комірку. Період кристалічної ґратки синтетичних кінцевих членів ряду a = 9,884(2) Å, b = 8,988(1) Å, c = 5.446(1) Å та β = 105,86(1)°. Структурні дослідження природного дейвіситу також узгоджуються з цими значеннями.
Структура така, як у клінопіроксену. Кремній (Si4+) та алюміній (Al3+) займають тетраедрично оточену чотирма іонами кисню Т-позицію; кальцій (Ca2+) займає M2-позицію, октаедрично оточену шістьма іонами кисню, і відповідно M1-позицію займає скандій (Sc3+).